# Эргли (станция)
Э́ргли (латыш. Ērgļi) — бывшая железнодорожная станция на линии Рига — Эргли Латвийской железной дороги. Расстояние до Риги — 97 км.

## История
Торжественное открытие станции состоялось 10 декабря 1937 года. В день курсировали две пары поездов, проходивших расстояние до Риги за три часа. Запланированное строительство участка дороги Эргли — Мадона, в силу сложившихся обстоятельств, не состоялось, и станция Эргли стала конечной, что сказалось на интенсивности работ.
К моменту открытия станции был построен временный вокзал, жилой дом и хозпостройки для обслуживающего персонала. В годы Второй мировой войны здание было разрушено, и в послевоенное время, в 1951 году на его месте было сооружено типовое строение.
В 2009 году демонтированы пути на протяжении от Эргли до Сауриеши.